# كيفن كولمان (لاعب كرة قدم)
كيفن كولمان (بالإنجليزية: Kevin Coleman)‏ هو لاعب كرة قدم أمريكي، ولد في 1 مارس 1998 في فيرفاكس في الولايات المتحدة. لعب مع Orange County SC ‏.

## وصلات خارجية
- كيفن كولمان على موقع قاعدة بيانات كرة القدم.إي يو (الإنجليزية)
- كيفن كولمان على موقع Soccerway.com (الإنجليزية)